# Tatort: Mann über Bord
Mann über Bord ist ein Fernsehfilm aus der Krimireihe Tatort und wurde am 10. September 2006 auf Das Erste zum ersten Mal gesendet. Er ist die 639. Episode der Tatort-Reihe und der 7. Fall für den Kieler Ermittler Klaus Borowski.
Borowskis Angelurlaub in Schweden endet mit dem Verschwinden des Kapitäns der Fähre. Bei der Untersuchung ob Mord, Selbstmord oder Versicherungsbetrug dahintersteckt, entdeckt der Ermittler das Doppelleben des Opfers und muss eine der beiden Ehefrauen überführen.

## Handlung
Borowski ist mit der Fähre „Scandinavica“ auf dem Heimweg von seinem schwedischen Angelurlaub und beobachtet an Bord einen Streit zwischen dem Kapitän und seinem Ersten Offizier Björndahl.
In der Nacht gibt es Alarm, weil die Lotsentür nicht richtig geschlossen ist. Als der Vorfall dem Kapitän gemeldet werden soll, ist dieser verschwunden. Daraufhin wird die Kieler Polizei informiert, und so erhält Borowski den offiziellen Auftrag, sich um den Fall zu kümmern. Er spricht Björndahl sofort auf den Disput an, den er beobachtet hatte. Doch meint dieser, dass es sich nur um ein dienstliches Problem gehandelt habe: Er habe den Kapitän darauf aufmerksam gemacht, dass dieser die zulässige Höchstgeschwindigkeit überschritten habe.
Sobald die Fähre in Kiel eingelaufen ist, sieht sich der Kriminaltechniker an der Lotsentür um und findet dort Haare und Blut. Somit ist davon auszugehen, dass jemand den Kapitän über Bord geworfen hat. Borowski unterrichtet Annemarie Venske, die Ehefrau des Kapitäns, vom Verschwinden ihres Mannes, doch bringt ihn das ermittlungstechnisch nicht weiter. Er will mit der „Scandinavica“ zurück bis nach Göteborg fahren und noch einmal mit der Crew reden. Er bringt in Erfahrung, dass der Kapitän spät abends einen Anruf erhalten hat und mit zwei Sektgläsern in seine Kabine gegangen ist. Allerdings hat seine Frau angegeben, das ganze Wochenende im Krankenhaus Dienst gehabt zu haben.
In Göteborg trifft Borowski auf seine schwedische Kollegin Eveline Wallstöm, die ihn bei seinen Ermittlungen unterstützen soll. Bei der Durchsicht des Spindes von Venske finden sich Unterlagen über eine Lebensversicherung zugunsten einer Greta Karlsson. Borowski und Wallström befragen sie und erfahren, dass der Kapitän ebenfalls mit ihr verheiratet ist. Somit hatte er sowohl in Deutschland als auch in Schweden eine eheliche Verbindung.
Vor Kiel wird inzwischen Kapitän Venske tot aus der Ostsee geborgen, und so fährt Greta Karlsson mit nach Kiel, um ihren Mann zu identifizieren. Dort trifft sie unvorbereitet mit Annemarie Venske zusammen. Für Borowski ist Bigamie ein starkes Motiv, und Venskes deutsche Ehefrau scheint nichts von dem Doppelleben ihres Mannes geahnt zu haben. Auch Frieda Jung hat den Eindruck, dass beide authentisch sind und nichts voneinander gewusst haben.
Am meisten scheint Greta Karlsson vom Tod ihres Mannes zu profitieren, da sie in den Genuss der hohen Versicherungssumme kommen würde. Die Tatsache, dass sie wusste, wie man unbemerkt an Bord kommen und auch wieder verschwinden konnte, sprechen ebenfalls gegen sie. So fährt Borowski ein zweites Mal nach Göteborg, dieses Mal zusammen mit Frieda Jung, die ihn bei der Vernehmung psychologisch unterstützen soll. Von Greta Karlssons Tochter erfährt Borowski, dass sie das Wochenende bei ihren Großeltern verbracht hat, was bedeutet, dass ihre Mutter allein war und somit für die Tatnacht kein Alibi hat.
Der Gerichtsmediziner findet überraschend die wahre Todesursache des Kapitäns. So ist er nicht ertrunken, sondern wurde mit Fentanyl umgebracht – einem starken Betäubungsmittel, das in Krankenhäusern verwendet wird. Annemarie Venske arbeitet in einem Krankenhaus. Außerdem stellt sich heraus, dass sie von der Lebensversicherung wusste und somit auch von der Existenz ihrer Konkurrentin. Das erhärtet Borowskis Vermutung, dass Eifersucht das Tatmotiv sein dürfte.
Greta Karlsson sucht Annemarie Venske auf, um mit ihr zu reden. Kurz darauf sind beide verschwunden. Borowski macht sie auf der „Scandinavica“ ausfindig und vermutet, dass Annemarie Venske ihre Konkurrentin umbringen will. Um sie auf frischer Tat zu ertappen, verkleidet sich Frieda Jung als Greta Karlsson. Der Trick gelingt, und Annemarie Venske kann festgenommen werden.

## Hintergrund
Der Film wurde von der Studio Hamburg Produktion Kiel GmbH und dem Norddeutschen Rundfunk hergestellt und in Kiel und Göteborg gedreht. In Schweden wurde dieser Tatort am 25. Oktober 2008 und in Finnland am 13. Oktober 2011 zum ersten Mal gesendet. Psychologin Frieda Jung erfährt ab diesem Fall eine Rollenaufwertung. Bislang war sie nur für die Psyche des Kommissars zuständig und nun ist sie auch bei den Verhören dabei.

## Rezeption

### Einschaltquoten
Die Erstausstrahlung von Mann über Bord wurde am 10. September 2006 in Deutschland von insgesamt 7,32 Millionen Zuschauern gesehen und erreichte einen Marktanteil von 22,20 Prozent für Das Erste.

### Kritik
Tilmann P. Gangloff stellt zu diesem Film fest: „Keine Frage, die Geschichte (Buch: Dorothee Schön) hat ihren Reiz, aber auch teilweise klaffende Logiklücken. Selbst Regisseur Lars Becker war offenbar nicht recht zufrieden und hat bis kurz vor der Ausstrahlung noch an der endgültigen Version gebastelt. […] Wer das ignorieren kann, kommt trotzdem auf seine Kosten: Der Schauplatz Fähre ist mal was anderes; und Milberg ist sowieso immer gut.“
Die Kritiker der Fernsehzeitschrift TV-Spielfilm meinen, dieser Tatort bietet sehr „reizvolle Schauplätze, [doch ist der] schräge[] Fall, […] nicht immer ganz logisch. Fazit: Nordisch by nature: Milberg überzeugt.“